# Posições políticas de Barack Obama

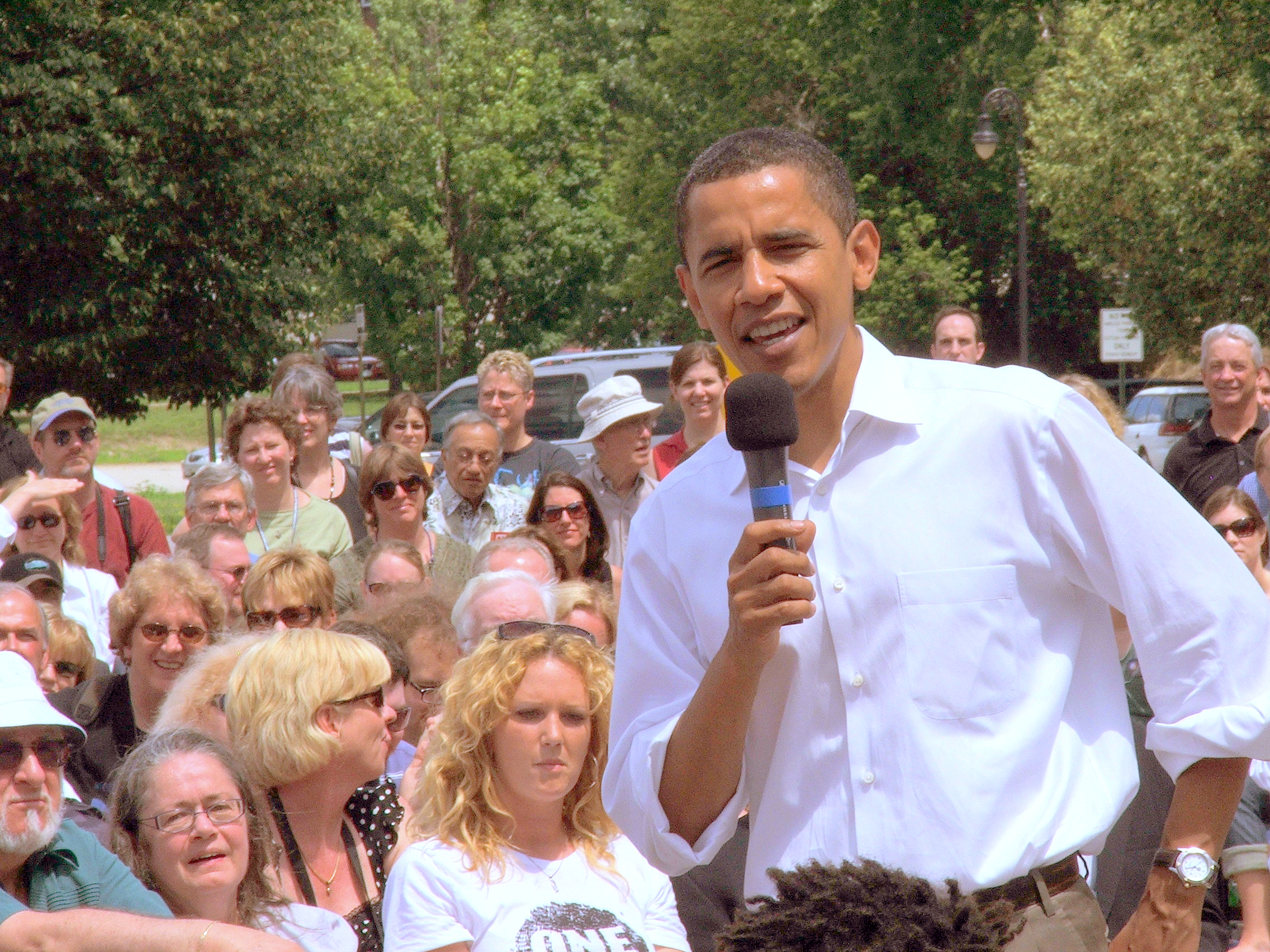
Barack Obama em campanha em Nova Hampshire, agosto de 2005

Barack Obama declarou sua posição em muitas questões políticas através de seus comentários públicos e registros legislativos. O governo Obama declarou que sua agenda geral era "reviver a economia, fornecer assistência médica acessível e acessível a todos, fortalecer nossos sistemas públicos de educação e previdência social, definir um caminho claro para a independência energética e enfrentar as mudanças climáticas, acabar com a guerra no Iraque" com responsabilidade e terminar nossa missão no Afeganistão e trabalhar com nossos aliados para impedir o Irã de desenvolver uma arma nuclear".

## Política econômica
O presidente Obama foi inaugurado em janeiro de 2009, nas profundezas da Grande Recessão e em uma grave crise financeira iniciada em 2007. Sua presidência continuou o resgate bancário e o resgate da indústria automobilística iniciados pelo governo George W. Bush e imediatamente promulgou um programa de estímulo de US $ 800 bilhões, a Lei Americana de Recuperação e Reinvestimento de 2009 (ARRA em inglês), que incluía uma mistura de gastos adicionais e cortes de impostos. No início de 2011, a economia começou a criar empregos de forma consistente a cada mês, uma tendência que continuou até o final de seu mandato.
Obama seguiu a Lei de Proteção ao Paciente e Assistência Acessível de 2010. Até 2016, a lei cobria aproximadamente 23 milhões de pessoas com seguro de saúde por meio de uma combinação de trocas estaduais de assistência médica e uma extensão do Medicaid. Reduziu a taxa de pessoas sem seguro de saúde de aproximadamente 16% em 2010 para 9% em 2015. Ao longo de sua administração, os custos com saúde continuaram moderados; por exemplo, os prêmios de assistência médica para aqueles cobertos pelos empregadores aumentaram 69% entre 2000 e 2005, mas apenas 27% entre 2010 e 2015. Até 2017, quase 70% dos participantes nas bolsas poderiam adquirir seguro por menos de US $ 75 por mês após os subsídios. A lei foi avaliada várias vezes pelo Escritório de orçamento do Congresso (CBO em inglês), que o classificou como um redutor de déficit moderado, pois incluía aumentos de impostos principalmente sobre contribuintes de alta renda (aproximadamente os Top 5%) e reduções nos futuros aumentos de custos do Medicare, compensando os custos de subsídios. Nenhum republicano da Câmara, e apenas alguns no Senado, votaram a favor da lei.
Para resolver os excessos no setor bancário que precipitaram na crise financeira de 2007-2009, Obama assinou a Lei de Reforma e Defesa do Consumidor de Dodd-Frank Wall Street de 2010, que limitava a tomada de riscos bancários e revisava o regime regulatório desatualizado, ineficaz no monitoramento o setor bancário não depositário ou paralelo no centro da crise, que havia superado o setor tradicional de bancos depositários. A lei também criou o Consumer Financial Protection Bureau, mas não separou os maiores bancos (que cresceram ainda mais devido a fusões forçadas durante a crise) nem separou os bancos de investimento e de depósito, como a Lei Glass–Steagall. Apenas alguns republicanos votaram a favor da lei.
Em seguida vieram os debates sobre o orçamento federal. A Grande Recessão fez com que as receitas do governo federal caíssem para o nível mais baixo em relação ao tamanho da economia em 50 anos. Ao mesmo tempo, as despesas líquidas de segurança (incluindo estabilizadores automáticos, como indenizações por desemprego e pagamentos de invalidez) e medidas de estímulo fizeram com que as despesas aumentassem consideravelmente. Isso elevou o déficit orçamentário, criando preocupações significativas com a dívida. Isso causou vários debates contundentes com o Congresso republicano. O presidente Obama assinou a American Taxpayer Relief Act de 2012, que incluiu a expiração dos cortes de impostos de Bush (Bush tax cuts em inglês) para pessoas com alta renda e implementou um sequestro (limite) de gastos para militares e outras categorias discricionárias de gastos. Comparada com a linha de base em que os cortes de impostos de Bush expiraram dentro do cronograma em 2010 para todos os níveis de renda, essa lei aumentou significativamente os déficits futuros. Comparado com os anos anteriores, reduziu o déficit e limitou aumentos futuros de custos. Juntamente com a economia em recuperação, a lei até reduziu o déficit de volta à média histórica em relação ao PIB até 2014.
Com a economia em recuperação e uma importante legislação orçamentária, o presidente Obama começou a mudar para outra prioridade: desigualdade de renda e riqueza. De 1950 a 1979, o Top 1% ganhou cerca de 10% da receita. No entanto, isso aumentou para 24% em 2007, devido a uma combinação de globalização, automação e mudanças de políticas que enfraqueceram a posição de negociação dos trabalhadores em relação ao capital (proprietários). Ele se referiu à crescente diferença de renda como o "desafio definitivo do nosso tempo" durante 2013. Seus aumentos de impostos sobre os contribuintes de renda mais alta reduziram a participação da receita após impostos recebida pelo Top 1% de 17% em 2007 para 12% em 2015, enquanto a criação de empregos permaneceu robusta.
A desigualdade de riqueza também aumentou de maneira semelhante, com a parcela de riqueza pertencente ao Top 1% subindo de 24% em 1979 para 36% em 2007. Embora o patrimônio líquido das famílias dos EUA tenha subido para quase 30% do pico anterior à crise de 2007 a 2016, grande parte desse ganho foi para os americanos mais ricos, como antes de Obama se tornar presidente. Até 2015, a participação patrimonial de propriedade do Top 1% alcançou 42%.
O presidente Obama também tentou abordar a desigualdade antes dos impostos (ou seja, renda de mercado), com investimentos em infraestrutura para criar empregos de classe média e um aumento exigido pelo governo federal no salário mínimo. No entanto, o Congresso republicano derrotou essas iniciativas, mas muitos estados realmente aumentaram seu salário mínimo, em parte devido ao seu apoio.

## Política energética
A política energética do presidente Obama pode ser entendida observando os diferentes investimentos em energia limpa que foram evidentes na Lei Americana de Recuperação e Reinvestimento de 2009.
Na base da Força Aérea de Andrews, em 31 de março de 2010, o Presidente Obama anunciou um "Plano Abrangente de Segurança Energética", afirmando que "avançar em direção a energia limpa diz respeito à nossa segurança. Também diz respeito à nossa economia. E também ao futuro do nosso planeta". Seu plano incluía elevar os padrões de eficiência de combustível. Ele também anunciou a decisão de dobrar o número de veículos híbridos na frota do governo federal e de expandir a exploração doméstica de petróleo e gás offshore no Alasca, no leste do Golfo do México e na costa leste dos Estados Unidos.

## Gerenciamento federal de emergências / Ajuda em desastres
Obama propôs cortes de US $ 1 bilhão, ou 3%, à Agência Federal de Gestão de Emergências (FEMA em inglês) para 2013. Mais dinheiro seria concedido a programas estaduais e locais de acordo com a proposta de Obama.

## Política estrangeira

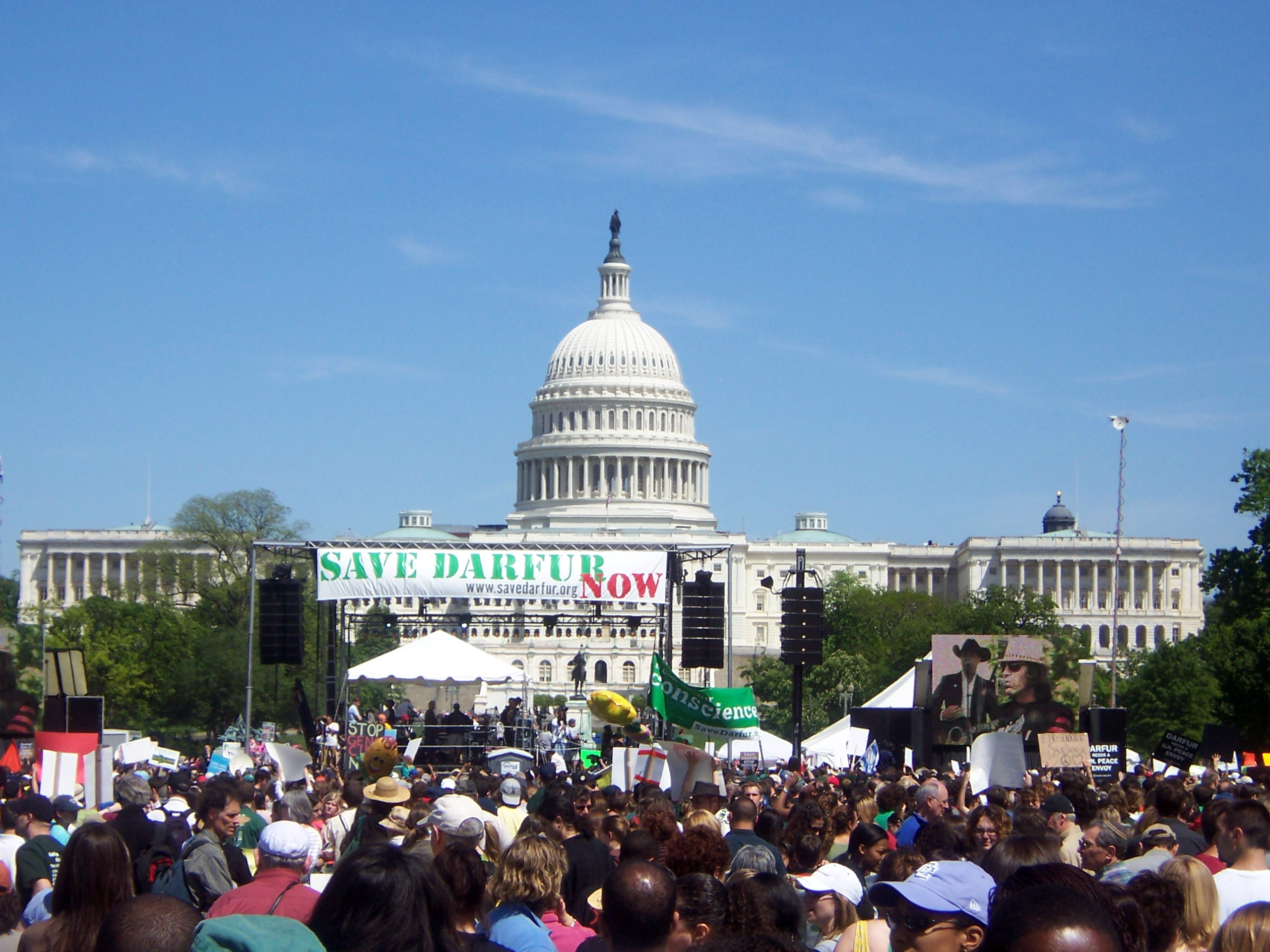
Obama discursou na manifestação do Save Darfur no National Mall em Washington, D.C., em 30 de abril de 2006.

A filosofia geral da política externa de Obama foi postulada como "Doutrina Obama" pelo colunista do Washington Post, EJ Dionne, que o colunista descreve como "uma forma de realismo sem medo de empregar o poder americano, mas consciente de que seu uso deve ser temperado por limites práticos e uma dose de autoconsciência". Um artigo publicado no The New York Times por David Brooks identificou Obama como uma pessoa que tem enorme respeito e é profundamente influenciada pela filosofia de Reinhold Niebuhr.

### Visão geral
O primeiro discurso importante de Obama sobre política externa foi entregue ao Conselho de Assuntos Globais de Chicago em 23 de abril de 2007. Ele identificou os problemas que ele acredita que a atual política externa causou e as cinco maneiras pelas quais os Estados Unidos podem liderar novamente, focados em " segurança comum "," humanidade comum "e permanecendo" um farol de liberdade e justiça para o mundo ":
- "Trazer um fim responsável" à guerra no Iraque e reorientando a região.
- "Construir o primeiro exército verdadeiramente do século XXI e mostrar sabedoria em como o implantamos".
- "Marshallizar um esforço global" para proteger, destruir e impedir a disseminação de armas de destruição em massa.
- "Reconstruir e construir alianças e parcerias necessárias para enfrentar desafios comuns e enfrentar ameaças comuns", incluindo o aquecimento global.
- "Investir em nossa humanidade comum" por meio de ajuda externa e apoiando os "pilares de uma democracia sustentável - uma legislatura forte, um judiciário independente, o Estado de Direito, uma sociedade civil vibrante, uma imprensa livre e uma força policial honesta".

Durante esse discurso, Obama pediu uma expansão das Forças Armadas dos EUA "adicionando 65.000 soldados ao Exército e 27.000 fuzileiros navais", uma ideia anteriormente apresentada pelo secretário de Defesa Robert Gates.
Em um discurso de Washington, D.C., intitulado "Uma Nova Estratégia para um Novo Mundo", proferido em 15 de julho de 2008, Obama declarou cinco objetivos principais da política externa:
- Acabar com a guerra no Iraque com responsabilidade.
- Terminar a luta contra a Al Qaeda e o Talibã.
- Proteger todas as armas e materiais nucleares de terroristas e estados nocivos.
- Atingir a verdadeira segurança energética.
- Reconstruir alianças dos EUA para enfrentar os desafios do século XXI.

## Política de aplicação da lei e segurança
A vigilância eletrônica dos Estados Unidos atingiu o recorde histórico de Obama, com maior monitoramento de e-mails, mensagens de texto e conversas telefônicas.

## Politica social
O Almanaque da Política Americana (2008) classificou as políticas sociais gerais de Obama em 2006 como mais conservadoras que 21% do Senado dos EUA e mais liberais que 77% do Senado (18% e 77%, respectivamente, em 2005).
Em 2010, Obama assinou o Ato de Não Pergunte, Não Diga Revogar de 2010, que encerrou uma política de não permitir que gays, lésbicas e bissexuais declarem abertamente sua orientação sexual nas forças armadas. Em maio de 2012, ele se tornou o primeiro presidente dos EUA a anunciar seu apoio à legalização do casamento entre pessoas do mesmo sexo.
Durante seu segundo discurso inaugural em 21 de janeiro de 2013, Obama pediu igualdade total para as pessoas que são LGBT: "Nossa jornada não está completa até que nossos irmãos e irmãs gays sejam tratados como qualquer outra pessoa sob a lei - pois se somos verdadeiramente criados iguais , então certamente o amor que comprometemos um com o outro também deve ser igual ". Este foi um momento histórico, sendo a primeira vez que um presidente mencionou direitos dos gays ou a palavra gay em um discurso inaugural.